# Denny Imbroisi
 (janvier 2024).
Il peut être nécessaire de l'améliorer pour respecter le principe de neutralité de point de vue. Veuillez consulter la page de discussion pour plus de détails.

Denny Imbroisi est un chef cuisinier et un auteur gastronomique italien, né le 22 juin 1987 à Belvedere Marittimo (Calabre) en Italie. Il se fait connaitre en participant à la saison 3 de Top Chef diffusée sur M6 en 2012.
Il a été second de cuisine de restaurants étoilés comme le Mirazur, en Côte d'Azur ou encore le Jules Verne, l'un des établissements situé dans la Tour Eiffel, à Paris. Depuis 2015, il est chef et propriétaire de 3 restaurants italiens basés dans la capitale française.

## Biographie

### Formation et débuts
À 21 ans, il travaille comme second de cuisine au Mirazur auprès du chef étoilé italo-argentin Mauro Colagreco pendant 2 ans. 
En 2010, Denny Imbroisi est sous-chef du restaurant étoilé Ze Kitchen Galerie à Paris, pendant 2 ans.

### Top Chef et présence télévisuelle
En 2012, Il intègre la saison 3 de Top Chef, une émission de télé-réalité culinaire diffusée sur M6. Sa notoriété repose sur sa participation au programme  qui met en compétition des amateurs de cuisine. Il fera d'autres apparitions télévisée.
De 2014 à 2016, Denny participe à Dans la peau d'un chef, l'émission de cuisine du chef pâtissier Christophe Michalak, diffusée sur France 2. Dans un même temps, il apparaîtra dans La quotidienne, sur France 5 jusqu'en 2017. Le chef participe au magazine culinaire Escapades de Petitrenaut, sur France 5 avec Carinne Teyssandier à Naples. 
En 2018, Imbroisi est invité à animer, la rubrique cuisine de C'est au programme, une émission France 2 présentée par Sophie Davant. Il intervient dans le programme pendant 2 ans. 
En 2019, le chef est l'invité d'Arthur dans Star sous hypnose avec l'hypnotiseur Messmer sur TF1. 

### Autres projets dans la restauration
À sa sortie de Top Chef, Denny Imbroisi intègre le restaurant de la Tour Eiffel, le Jules Verne, d'Alain Ducasse.
En 2017, il ouvre Epoca, un bistrot italien, à Paris dans le 7e arrondissement.
En 2019, le chef inaugure Malro, son troisième établissement. Ce restaurant méditerranéen est situé dans le quartier parisien du Marais.

### Vie privée
Denny Imbroisi est en couple avec la danseuse et chorégraphe Silvia Notargiacomo depuis 2014.

### Vie associative
Depuis 2015, Denny Imbroisi soutient officiellement l'association Vaincre la Mucoviscidose.

## Distinctions
En 2016, le journal le Figaro dévoile son classement des meilleures pâtes à la carbonara de Paris. Son restaurant Ida sort premier de la sélection. Par ailleurs, il obtient la note de 14/20 au guide Gault et Millau et 2 toques de chef pour ce même établissement. 

## Éditions
2016 : L’Italie à Paris, Ducasse éditions
2017 : La Pasta é la vita, Ducasse éditions
2021 : Une table au soleil, éditions Webedia Books